# 鈴木光司
鈴木光司（Koji Suzuki），日本作家，1957年5月13日生，現居於東京。最著名的小說作品是《七夜怪談》系列，該系列的第一部作品：《七夜怪談》分別被日本、韓國、美國翻拍成電影、影集及其它衍生作品。
鈴木光司目前是日本奇幻小說獎（日本ファンタジーノベル大賞）的委員之一。

## 作品

### 小說

#### 七夜怪談系列
- （リング，Ring）（中國大陸：南海出版公司、台灣：商周出版，1991年）
- （らせん，Spiral）（中國大陸：南海出版公司、台灣：商周出版，1995年）
- （ループ，Loop）（中國大陸：南海出版公司、台灣：商周出版，1998年）
- （バースデイ，The Birthday）（中國大陸：南海出版公司、台灣：商周出版，1999年）
- 《贞子的救赎（新版书名：环裂）》（エス，S）（人民文學出版社，中國大陸，2012年）
- 《恶潮扩张（新版书名：环溯）》（タイド，Tide）（人民文學出版社，中國大陸，2013年）

#### 其它小說
- 《暗水幽灵》（仄暗い水の底から，Dark Water）（台灣角川書店，台灣，1996年）
- 《擊不倒的愛》（台灣角川書店，台灣，2002年）
- 《Eyes 魔眼》（春天出版社，台灣，2007年）
- 《光射之海》（南海出版公司，中國大陸，2007年）

### 非小說類
- 《大作家小奶爸》（台灣角川書店，台灣，2002年）

## 外部連結
- 網路電影資料庫的鈴木光司頁面 （页面存档备份，存于）